# Бойовий комплект
Бойови́й компле́кт або боєкомпле́кт — певна кількість боєприпасів, встановлена на одиницю зброї (гармату, кулемет, танк тощо).
Бойовий комплект є розрахунково-постачальною одиницею для обчислення потреб, нагромадження і витрачання боєприпасів при плануванні матеріально-технічного забезпечення операції. Величина бойового комплекту визначається на основі бойового досвіду, властивостей і призначення зброї, а також спроможності транспорту, що іде за військом, не знижуючи маневр та можливостей останнього.
Боєкомплект підрозділу, військової частини, з'єднання, об'єднання визначається сумарно по всім типам, що є на озброєнні.
Розрахунок боєкомплекту є одним із складових документів Плану технічного забезпечення (бою, операції, заходів відмобілізування).